# Feriuntque summos fulgura montes
 Feriuntque summos fulgura montes лат. (изговор: фериунткве сумос фулгура монтес). Муње ударају у врхове планина. (Хорације)

## Поријекло изреке
Изрекао у првом вијеку п. н. е. Квинт Хорације Флак лат. Quintus Horatius Flaccus највећи римски лирски пјесник током владавине Октавијана Августа .

## Значење
Најистакнутији, они на највишим позицијама и са највише обавеза и  одговорности, највише су изложени критикама. Критике се не баве малим и неуспјешним. Критике су поред  оних основаних, најчешће  недобронамјерне и безразложне, речене из зависти, и сопствене неспособности и немоћи  ка успјеху и добром.  Муње ударају у врхове!